# Gaoguan, Chongqing
Gaoguan (kinesiska: 高观) är en köping i sydvästra Kina. Den ligger i Chengkou härad i storstadsområdet Chongqing, omkring 340 kilometer nordost om det centrala stadsdistriktet Yuzhong. Antalet invånare är 7 294. Befolkningen består av 3 588 kvinnor och 3 706 män. Barn under 15 år utgör 22,0 %, vuxna 15-64 år 67 %, och äldre över 65 år 10,0 %.